# Nicolas Freya Ovando

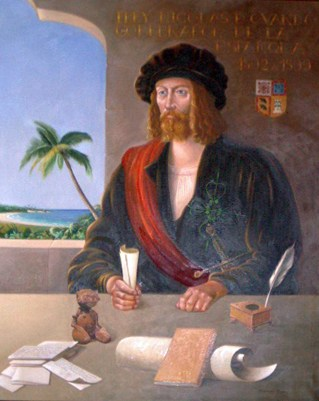
Nicolás de Ovando

Nicolás de Ovando y Cáceres (ur. ok. 1450, zm. 29 maja 1511) – hiszpański konkwistador, arystokrata, gubernator Indii Zachodnich, rycerz zakonu Rycerzy Alcantary.
Nicolás de Ovando y Cáceres był protegowanym Juana Rodríguez de Fonseca, arcybiskupa Burgos, nadzorcy Indii Zachodnich. W roku 1502 został mianowany przez króla Ferdynanda II, gubernatorem Indii Zachodnich. Tytuł przejął po Kolumbie, a stanowisko po Francisco de Bobadilla odwołanemu do Hiszpanii. Do Nowego Świata przybył w lutym 1502 roku na 30 statkach i z 2500 osadników. Wśród pasażerów byli późniejszy biskup Bartolomé de Las Casas oraz Francisco Pizarro. Po przybyciu na Hispaniolę Nicolás de Ovando mianował swoim zastępcą Diego de Valazqueza.
Nicolás de Ovando y Cáceres wyróżniał się bezwzględnymi i okrutnymi rządami wobec miejscowych Indian. W 1503 roku przywrócił prawo wprowadzone przez Kolumba, zwane systemem repartimiento. System zakładał przyznawanie hiszpańskim osadnikom stu lub wielokrotności stu Indian i korzystanie z ich służby według własnego uznania. Prawo to było bezwzględnie egzekwowane, niszcząc struktury społeczne Indian. Indianie, którzy uciekli od przydzielonych im panów byli ścigani, organizowano polowania z psami gończymi.
W prowincji Xaragua Nicolás de Ovando zlecił miejscowej królowej Anacaonie zorganizowanie uczty i pokazów tańca oraz zaproszenie 40 lokalnych wodzów. Na jego rozkaz wszyscy wodzowie zostali schwytani i zabici, a królowa powieszona. W kolejnych latach bestialskie rządy, niewolnicza praca i epidemie ospy spowodowały zredukowanie indiańskiej ludności na Hispanioli i Portoryko. W 1509 roku korona hiszpańska odwołała Ovando ze stanowiska, powołując na jego miejsce syna Kolumba Diego Colóna.
Nicolás de Ovando y Cáceres zmarł dwa lata później, zostawiając po sobie odbudowane po huraganie miasto San Domingo, dobrze działającą administrację, mapy wybrzeża Kuby i Hispanioli wykonane podczas dwóch wypraw odkrywczych w 1508 roku.